# مؤشر السائل السلوي

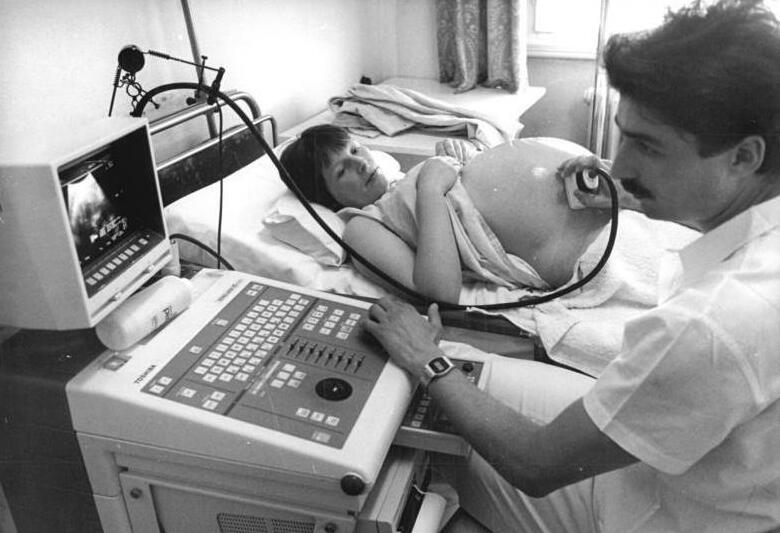

مؤشر السائل السلوي أو مشعر السائل السلوي أو مشعر السائل الأمينوسي أو ما يعرف ب AFI (بالإنجليزية: Amniotic fluid index)‏ هو نوع من تقدير كمية السائل السلوي (السائل الأمينوسي)  في جوف الكيس السلوي (الكيس الأمينوسي) ويستخدم كمؤشر على السلامة الجنينية ضمن فحوصات تقييم الحمل.
هذا المشعر (قيمته بالسنتيمتر) هو نتيجة حساب كمية السائل السلوي الموجود في الكيس السلوي في رحم الحامل والمقاس بجهاز التصوير بالأمواج فوق الصوتية يقيسه الأطباء بما يعرف بتكنيك «الجيب الوحيد الأعمق» ويقيم كما يلي:
- مشعر قيمته تتراوح بين 8-18 سنتيمتر يعتر طبيعيا.[4] ونحصل على قيمة وسطية له 14 تقريبا بين أسبوعي الحمل 20 و35،[5] وبعدها يبدأ بالانخفاض بسبب الاستعداد للولادة.
- مشعر قيمته < 5-6 سنتيمتر يعتبر ندرة سائل سلوي (ندرة سائل أمينوسي)[6]، ويختلف الرقم الدقيق حسب عمر الحمل.
- مشعر قيمته > 20-24 سنتيمتر يعتبر استسقاء سلوي أو أمينوسي.[6][7]